# Jean-Jacques Lequeu
Jean-Jacques Lequeu (Rouen, 14 settembre 1757 – Parigi, 28 marzo 1826) è stato un architetto e disegnatore francese.

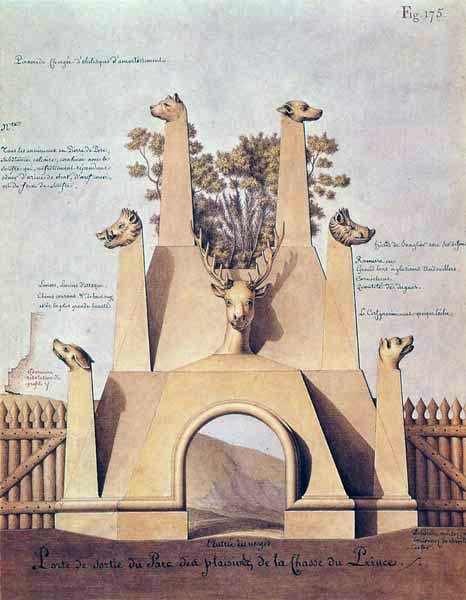
Lequeu, progetto per una porta d'accesso a un terreno di caccia

Fu architetto dell'Académie royale des Sciences, Belles-Lettres, et Beaux-Arts; vinse anche due premi dell'Accademia di Rouen nel 1776 e nel 1778. Tuttavia, dei suoi pochi edifici costruiti non ci è rimasto niente.
Fu invece particolarmente prolifico come disegnatore.
Poco dopo il 1780 lavorò in Italia come disegnatore di architetture fino alla Rivoluzione francese; in seguito come cartografo.
Dotato di una notevole fantasia che sfiora il nevrotico, la sua fama è legata a disegni, caratterizzati dalla rottura di ogni convenzione di simmetria, gusto, proporzione e purezza artistica, che si ispirano e enfatizzano i modelli visionari di Étienne-Louis Boullée e Claude-Nicolas Ledoux. Tra questi si ricordano: una latteria a forma di mucca, case composte con motivi gotici e classici, con profusione di simboli, soprattutto fallici, il monumento a Priapo e torri gigantesche.